# Yitang Zhang

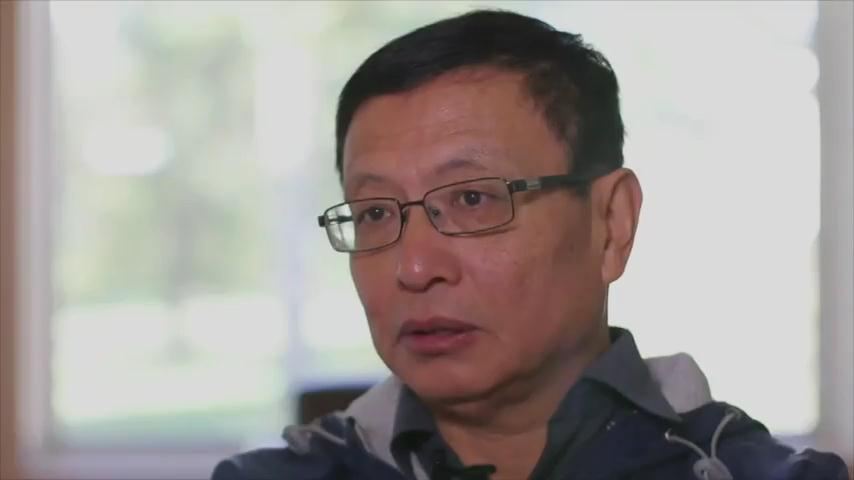
Yitang Zhang

Yitang "Tom" Zhang (张益唐, Shanghai 1955) is een Chinees wiskundige die sinds 2014 hoogleraar is aan de universiteit van New Hampshire. Hij is gespecialiseerd in de getaltheorie.
In 2013 baarde hij groot opzien door als oudere, in de onderzoeksgemeenschap vrijwel onbekende wiskundige een artikel te publiceren waarin hij als eerste bewees dat er een eindige begrenzing (in dit geval een bovengrens) bestaat voor een priemgetalhiaat, waarvoor men kan bewijzen dat er voor ten minste één getal kleiner dan die bovengrens een oneindig aantal priemgetalparen bestaat.
Hij liet in zijn bewijs zien dat er een getal N bestaat dat kleiner is dan 70.000.000, zodanig dat er een oneindig aantal priemgetalparen bestaat met een verschil van N. Zijn bewijs wordt gezien als een eerste stap op weg naar een bewijs van het vermoeden dat er een oneindig aantal priemtweelingen bestaan.

## Jeugd en opleiding

### Afkomst en jonge jaren
Zhang werd geboren in Shanghai. Zijn vader was een professor in de elektrotechniek aan een Chinees college en zijn moeder werkte als secretaresse voor een overheidsinstelling. Al toen hij nog een kleine jongen was probeerde hij al alles wat hij kon, te weten te komen over de wiskunde. Toen zijn ouders voor hun werk naar Peking vertrokken bleef hij bij zijn grootmoeder in Shanghai. Tijdens de eerste jaren van de Culturele revolutie (Zhang was een jaar of elf toen deze begon) bracht hij zijn tijd door met het lezen van wiskundeboeken, die hij voor weinig geld in een boekhandel kon aanschaffen. Wanneer hij iets niet begreep probeerde hij het probleem zelf op te lossen, omdat er verder niemand was die hem kon helpen. Toen hij dertien was ging hij bij zijn moeder in Peking wonen.

### Avonturen tijdens de culturele revolutie
Twee jaar later werd hij samen met zijn moeder tewerk gesteld op het platteland, waar hij groente moest verbouwen. Daar was het verboden om te lezen. Volgens Zhang "waren de mensen van mening dat wiskunde niet belangrijk was voor de klassenstrijd". Na een paar jaar kon hij naar Peking terugkeren, waar hij in een slotenfabriek werkte. Toen de toestand verbeterde bereidde hij zich voor op het toelatingsexamen voor de universiteit van Peking, de meest prestigieuze universiteit van China. In hoog tempo studeerde hij natuurkunde, scheikunde en Chinese geschiedenis op middelbare school niveau. Hij was 23 toen hij in 1978 werd toegelaten tot de universiteit van Peking.

### Universiteit van Peking
Zhang begon in 1978 aan een studie wiskunde aan de universiteit van Peking. In 1982 behaalde hij zijn bachelor. Hij begon nu aan een promotieonderzoek bij professor Pan Chengbiao, een getaltheoreticus aan de universiteit van Peking. In 1985 promoveerde hij daar. Verschillende Chinese artikelen door zijn vroegere klasgenoten bevestigen dat Zhang daar een van de topstudenten was.

### Purdue University
Na het behalen van zijn doctoraat in de wiskunde kreeg hij, met aanbevelingen van de professoren Ding Shisun, president van de universiteit van Peking en Deng Donggao, voorzitter van de wiskundefaculteit van de universiteit van Peking, een volledige studiebeurs aan de Purdue University. Hij kwam hier in januari 1985 aan en zou er zeven jaar studeren. In december 1991 behaalde hij aan Purdue zijn Ph.D. in de wiskunde. Zijn proefschrift, The Jacobian Conjecture And The Degree Of Field Extension (1992) ging over het Jacobiaans vermoeden.

## Werk buiten de universiteit
Na zijn promotie had Zhang het moeilijk een academische positie te vinden, naar eigen zeggen omdat zijn promotor geen aanbevelingsbrieven voor hem wou schrijven. Daarbij kwam ook dat hij al 36 was, in deze tijden rijkelijk oud om nog te promoveren. Ook had hij nog niks gepubliceerd. In een interview met het tijdschrift Nautilus zei Zhang dat hij na zijn promotie geen baan kon vinden omdat "mijn promotor geen aanbevelingsbrief wilde schrijven." Zhangs promotor Tzuong-Tsieng Moh beschuldigt Zhang echter van het veroorzaken van de gerezen problemen tussen de twee mannen. In een artikel dat kort na Zhang’s priemtweelingdoorbraak op Moh’s website verscheen, merkte Moh op dat "(Zhang) nooit [bij mij] terugkwam om aanbevelingsbrieven te vragen" en "soms betreur ik het dat ik geen baan voor hem heb geregeld." in een ander interview met de Chinese dienst van de Voice of America, herhaalde Zhang dat zijn moeilijkheden een resultaat waren en verergerd werden als gevolg van de persoonlijke verschillen van inzicht tussen Moh en Zhang. Het probleem tussen beide heren lijkt ten minste gedeeltelijk te maken hebben gehad met Zhangs besluit om van de analytische meetkunde over te stappen naar de getaltheorie.
Op sociale media heeft men zich actief beklaagd over de negatieve rol die Moh in Zhangs carrière zou hebben gespeeld en het feit dat Moh zich nooit voor zijn gedrag heeft verontschuldigd. Uiteindelijk vond Zhang in 1999 na een flinke tijd buiten academische instellingen gewerkt te hebben met veel hulp van studievrienden een positie als docent aan de universiteit van New Hampshire. Hij werd daar ingehuurd door Kenneth Appel.
Voorafgaand aan zijn terugkeer in de academische wereld werkte hij een jaar of acht in de horeca, voornamelijk in New York en Lexington in de Amerikaanse staat Kentucky, de twee plaatsen waar hij afwisselend verbleef. In New York werkte hij onder andere op Long Island in een Chinees restaurant. Daar ontmoette hij zijn vrouw, die daar als serveerster werkte. In Lexington werkte hij in een motel en soms in een Subway-broodjeszaak, die om geld te verdienen was opgericht door een lid van een Chinese groep, die geïnteresseerd was om de democratie in China te stimuleren. Hun slogan was "Vrijheid, democratie, wetten en pluralisme". Omdat Zhang zo goed met cijfers was deed hij de boekhouding, maar als het druk was werkte hij ook wel achter de kassa en maakte hij soms de broodjes klaar.
In januari 2014 werd hij naar aanleiding van zijn belangrijke werk tot volledig hoogleraar aan de universiteit van New-Hampshire benoemd.

## Werk over priemgetallen

### Achtergrond
Al honderden jaren lang hadden wiskundigen gespeculeerd over de vraag of er al of niet oneindig veel priemtweelingparen bestaan. In 1849 veralgemeende de Franse wiskundige Alphonse de Polignac dit vermoeden naar het idee dat er oneindig veel priemgetalparen voor elk mogelijk even priemgetalhiaat bestaan, niet alleen voor 2.

### Bewijs
Zhang bouwde voor zijn bewijs voort op het werk van Dan Goldston, Cem Yildirim en Janos Pintz uit 2005. Hij maakte daarbij gebruik van de technieken uit de analytische getaltheorie van John Friedlander, Enrico Bombieri en Henryk Iwaniec uit de jaren 1980.
Op 17 april 2013 kondigde Zhang aan dat hij over een bewijs beschikte dat er oneindig veel paren van priemgetallen bestaan die 70 miljoen of minder van elkaar verschillen. Dit bewijs is het eerste dat een eindige begrenzing vaststelt voor priemgetalhiaten. Het bewijs lost een zwakke vorm op van het priemtweelingvermoeden. Zhangs artikel werd begin mei 2013 geaccepteerd door het wiskundige tijdschrift Annals of Mathematics. Het bewijs werd gerefereed door John Friedlander en Henryk Iwaniec, twee leidende experts in de analytische getaltheorie.
Als P(N) staat voor de propositie dat er een oneindig aantal paren priemgetallen (niet noodzakelijkerwijs aaneengesloten priemgetallen) bestaat die exact N verschillen, dan is Zhangs resultaat equivalent met de bewering dat er ten minste één geheel getal k < 70.000.000 bestaat, zodanig dat P(k) waar is. De klassieke vorm van het tweelingpriemgetalvermoeden is gelijk aan P(2); en in feite is het vermoeden uitgesproken dat P(k) opgaat voor alle gehele getallen k.

### Impuls voor een samenwerkingsproject om de bovengrens te verlagen
Na de release van Zhangs artikel werd op instigatie van Terence Tao een gemeenschappelijk project gestart om de parameters in Zhangs formules te optimaliseren. Hierdoor kon de bovengrens van 70 miljoen per augustus 2014 al worden teruggebracht tot 246. Ook werden er fundamentele barrières in Zhangs benadering geïdentificeerd, die een verdere verlaging van de bovengrens tot en met 2 onmogelijk maken, waardoor een bewijs van het tweelingpriemgetalvermoeden met Zhangs benadering niet mogelijk is.
Door gebruik te maken van een andere methode slaagde James Maynard er in november 2013 in om de bovengrens tot 600 terug te brengen.

### Werk aan het nulpuntenvermoeden van Landau-Siegel
In 2007 plaatste Zhang een artikel op de website arxiv.org, waar wiskundigen resultaten op posten voordat zij ze aan een wiskundig tijdschrift aanbieden. In dat artikel slaagde Zhang er niet in om tot een bewijs te komen. Zhang postte in 2007 een artikel, dat kort van een bewijs viel. Het ging om een ander beroemd probleem, het nulpuntenvermoeden van Landau-Siegel. Toch liet Zhang het artikel op arxiv.org staan, naar eigen zeggen omdat hij de gevonden fout nog hoopte te kunnen corrigeren.

## Onderscheidingen
Voor zijn bewijs ontving Zhang vanaf 2013 een flink aantal wiskundige onderscheidingen.
- 2013 Morningside Special Achievement Award in Mathematics[23]
- 2013 Ostrowski-prijs[24][25]
- 2014 Cole-prijs in de getaltheorie[10][26]
- 2014 Rolf Schock-prijs in de wiskunde[27]
- 2014 MacArthur "Genius" Award[28][29]

### Voetnoten
1. ↑  Marc Seijlhouwer, Tweelingpriemvermoeden weer een stap dichterbij, 17 mei 2013, www.kennislink.nl
2. 1 2  Klarreich, Erica, "Unheralded Mathematician Bridges the Prime Gap", May 19, 2013.
3. 1 2  Moh, Tzuong-Tsieng, Zhang, Yitang’s life at Purdue (Jan. 1985-Dec, 1991). Geraadpleegd op May 24, 2013.
4. ↑  http://www.genealogy.ams.org/id.php?id=16848
5. ↑  http://www.math.purdue.edu/~ttm/ZhangYt.pdf
6. ↑  Gearchiveerde kopie. Gearchiveerd op 12 april 2021. Geraadpleegd op 30 januari 2015.
7. ↑  http://www.quora.com/Why-did-seemingly-nobody-notice-Yitang-Zhang-before-the-prime-gap-paper
8. ↑  zie hier
9. ↑  Wilkinson
10. 1 2  January 2014 Prizes and Awards.
11. ↑  Zhang, Yitang (2014). Bounded gaps between primes. Annals of Mathematics 179: 1121–1174 (Princeton University and the Institute for Advanced Study).  (abonnement verplicht)
12. ↑  Erica Klarreich, "Unheralded Mathematician Bridges the Prime Gap", Quanta magazine, 19 mei 2013.
13. ↑  UNH Mathematician’s Proof Is Breakthrough Toward Centuries-Old Problem. University of New Hampshire (16 mei 2013). Gearchiveerd op 15 juni 2013.
14. ↑  "First proof that infinitely many prime numbers come in pairs", Nature, 14 mei 2013. DOI:10.1038/nature.2013.12989
15. 1 2  Chang, Kenneth, "Solving a Riddle of Primes", The New York Times, 20 mei 2013. Geraadpleegd op 21 mei 2013.
16. ↑  Erica Klarreich, "Together and Alone, Closing the Prime Gap", Quanta magazine, 19 november 2013.
17. ↑  Gretyl MacAlaster, "Math world stunned by UNH lecturer's find", Union Leader, 14 december 2013. Gearchiveerd op 31 oktober 2014. Geraadpleegd op 22 november 2014.
18. ↑  McKee, Maggie, "First proof that infinitely many prime numbers come in pairs".
19. ↑  D.J.H. Polymath: Bounded Variants of the Selberg sieve, and bounded intervals containing many primes
20. ↑  Terence Tao: Bounded gaps between primes (Polymath8) - a progress report
21. ↑  Erica Klarreich: Together and alone, solving the prime gap, Simons Foundation, 20 november 2013]
22. ↑  Yitang Zhang, On the Landau-Siegel Zeros Conjecture
23. ↑  ICCM 2013: Morningside Special Achievement Award in Mathematics
24. ↑  Uitleg belang van Zhangs werk op www.ostrowski.ch
25. ↑  The 2013 Ostrowski Prize.
26. ↑  Yitang Zhang Receives 2014 AMS Cole Prize in Number Theory
27. ↑  The 2014 Rolf Schock Prize. Gearchiveerd op 23 september 2020. Geraadpleegd op 22 november 2014.
28. ↑  MacArthur Foundation: Yitang Zhang
29. ↑  "MacArthur Awards Go to 21 Diverse Fellows", The New York Times, 17 september 2014.